# Japanische Sprichwörter
Die japanischen Sprichwörter (jap. 諺 Kotowaza, auch 俚諺 Rigen oder 俗諺 Zokugen) sind in ihrer Aussage kritisch und lehrhaft, ein Sammelbecken oft ironisch und witzig formulierter Lebensweisheiten.

## Formen
Das Sprichwort ist im literaturwissenschaftlichen Sinne und im Unterschied zur Redensart ein syntaktisch abgeschlossener Spruch. Es dient dem Ausdruck einer allgemein anerkannten Lebenslehre, -weisheit und -erfahrung, die bisweilen auch imperativisch formuliert sein kann. Im Unterschied zum Aphorismus (jap. Kakugen, 格言), dem Epigramm (jap. Epiguramu, エピグラム, Keiku 警句, Suntetsu-uta (Bonmot) 寸鉄詩) und der Sentenz mit stark intellektuellem Gepräge, ist das Sprichwort eine im Volk verwurzelte Form, die von Generation zu Generation tradiert wird. Es spiegelt damit die Erfahrungen, Denkweise und Kultur eines Volkes wider.
Die Vielzahl japanischer Sprichwörter zeichnet sich aus durch einen knappen und bildhaften Ausdruck. Sie sind gekennzeichnet durch eine rhythmische Form und sind syntaktisch häufig als Parallelismen oder Chiasmen gestaltet. Thematisch stellen die lehrhaften Sinnsprüche, die in der chinesischen und buddhistischen Tradition wurzeln, die weitaus größte Gruppe der Kotowaza dar. Daneben beziehen sich Sprichwörter meist auch auf das menschliche Verhalten und die Schwächen anderer sowie auf regionale Besonderheiten.
Man unterscheidet der Aussage nach folgende Sprichwortformen:
- Redeweise (言い習わし, Iinarawashi)
- die idiomatische Redewendung (慣用句, Kan’yōku)

Als Form der Aussage kommt die – nur in chinesischer Schrift möglichen – „Vier-Zeichen“-Notierung dazu:
- Yojijukugo (四字熟語)

Bei der idiomatischen Redewendung handelt es sich streng genommen um einen Phraseologismus. Nicht jede idiomatische Wendung ist auch ein Sprichwort. Zudem muss das Sprichwort vom geflügelten Wort, das ein literarisches Zitat darstellt, unterschieden werden.
Das Sprichwort muss darüber hinaus von anderen kleinen Formen wie dem Witz (軽口, Karukuchi), dem Wortspiel (地口, Jiguchi) und der Verdrehung (語呂合わせ, Goroawase) abgegrenzt werden.

### Redeweisen (Iinarawashi)
出る杭は打たれる.
Deru kui wa utareru.
Der vorstehende Nagel wird eingehämmert.
知らぬが仏.
Shiranu ga hotoke.
Nicht wissen ist Buddha.
急がばまわれ
Isogaba maware
Wenn Du es eilig hast, mach einen Umweg
Deutsche Entsprechung: Eile mit Weile
毒くわば皿まで
Doku kuwaba, sara made 
Wenn Du Gift isst, dann bis zum Teller
Deutsche Entsprechung: Wenn schon, denn schon
リンゴはその木を成長させませんでした。
Ringo wa sono ki o seichō sa semasendeshita.
Der Apfel hat den Baum nicht wachsen lassen.
Deutsche Entsprechung: Der Fisch stinkt vom Kopf.

### idiomatische Redewendung (Kan’yōku)
七転び八起き
Nana korobi ya oki
Siebenmal fallen und achtmal aufstehen
猫に小判
Neko ni koban
Goldmünzen für die Katze
Deutsche Entsprechung: Perlen vor die Säue
下手の長談義
Heta no nagadangi
Die lange Predigt des Ungeschickten
Deutsche Entsprechung: Lange Rede, kurzer Sinn

### Yojijukugo
油断大敵
Yudan taiteki
Nachlässigkeit ist ein großer Feind
Deutsche Entsprechung: Müßiggang ist aller Laster Anfang
馬耳東風
Baji tōfū
Ostwind für Pferdeohren
Deutsche Entsprechung: Perlen vor die Säue werfen
十人十色
Jūnin toiro
Zehn Menschen, zehn Farben
Deutsche Entsprechung: So viele Köpfe, so viele Meinungen

## Sonstiges
Zum 135-jährigen Bestehen startete die Yomiuri Shimbun im März 2009 eine Sprichwortkolumne. Die Kolumne beinhaltet ein Sprichwort mit Erläuterung und sie erscheint immer sonntags in der Abendausgabe. Die Kolumne wird stets an einer anderen Stelle der Zeitung platziert. Sie zielt darauf ab, dass insbesondere Kinder und Jugendliche mit ihren Eltern die Zeitung durchblättern auf der Suche nach der Kolumne. Ziel ist die Einübung des Umgangs mit „ernsthaften“ Informationsmedien.

## Sammlungen
- Jürgen Berndt: Sprichwörter aus Japan. Verlag Volk und Welt, Berlin 1986. (Kalligrafie von Masatoshi Kawanabe)
- Eto u. a.: Kotowaza kojiten. Fukuonkan, Tokyo 1968.
- Peter Helwig: Das Affen-Regen-Mäntelchen. Japanische Sprichwörter, München, Albert Langen - Georg Müller Verlag, 1958 (Übertragung ohne Originaltext)
- Tadashi Kamada, Torataro Yoneyama: Koji seigo meigon daijiten. Daishukan, Tokyo 1988, ISBN 4-469-03205-0.
- Eiji Orii: Kotowaza jiten. Shueisha, Tokyo 1962, ISBN 4-08-400123-6.
- Kenshiro Shinto: Yoji jukugo no jiten. Nihon Jitsugyo shuppansha, Tokyo, ISBN 4-534-01022-2.
- Taiji Takashima: Kotowaza no izumi (Brunnen japanischer Sprichwörter). Hokuseido, Tokyo 1981, ISBN 4-590-00649-9. (englisch, deutsch, französisch, chinesisch, japanisch)
- Yoshio Uehara: Yoji jukugo jiten. Seito-sha, Tokyo 1990, ISBN 4-7916-0205-6.